# Matthiola incana
Matthiola incana é uma espécie de planta com flor pertencente à família Brassicaceae. 
A autoridade científica da espécie é (L.) R.Br., tendo sido publicada em W.T. Aiton, Hort. Kew. ed. 2 4: 119 (1812).

## Portugal
Trata-se de uma espécie presente no território português, nomeadamente os seguintes táxones infraespecíficos:
- Matthiola incana  subsp. incana - presente em Portugal Continental e no Arquipélago da Madeira. Em termos de naturalidade é introduzida das duas regiões atrás referidas. Não se encontra protegida por legislação portuguesa ou da Comunidade Europeia.